# Englische Rugby-Union-Meisterschaft 2018/19
Die Saison 2018/19 von Premiership Rugby war die 32. Saison der obersten Spielklasse der englischen Rugby-Union-Meisterschaft. Aus Sponsoringgründen trägt sie den Namen Gallagher Premiership. Sie begann am 31. August 2018, umfasste 22 Spieltage (je eine Vor- und Rückrunde) und dauerte bis zum 18. Mai 2019. Anschließend qualifizierten sich die vier bestplatzierten Mannschaften für das Halbfinale, die Halbfinalsieger trafen am 1. Juni 2019 im Finale im Twickenham Stadium aufeinander. Die Saracens konnten ihren Titel durch den Sieg im Finale über die Exeter Chiefs verteidigen. Die Newcastle Falcons stiegen ab, London Irish auf.

## Gallagher Premiership

### Tabelle
M = Amtierender Meister

P = Promotion (Aufsteiger) aus der RFU Championship

|     | Team               | Spiele | Siege | Unent. | Ndlg. | Spiel- punkte | Diff. | Bonus- punkte | Tabellen- punkte |
| --- | ------------------ | ------ | ----- | ------ | ----- | ------------- | ----- | ------------- | ---------------- |
| 01. | Exeter Chiefs      | 22     | 17    | 0      | 5     | 630:438       | + 192 | 18            | 86               |
| 02. | Saracens (M)       | 22     | 16    | 0      | 6     | 644:440       | + 204 | 14            | 78               |
| 03. | Gloucester Rugby   | 22     | 13    | 1      | 8     | 587:515       | + 77  | 14            | 68               |
| 04. | Northampton Saints | 22     | 11    | 0      | 11    | 590:521       | + 69  | 12            | 56               |
| 05. | Harlequins         | 22     | 10    | 0      | 12    | 544:528       | + 16  | 16            | 56               |
| 06. | Bath Rugby         | 22     | 10    | 2      | 10    | 481:480       | + 1   | 12            | 56               |
| 07. | Sale Sharks        | 22     | 11    | 2      | 9     | 462:504       | − 42  | 7             | 55               |
| 08. | Wasps RFC          | 22     | 10    | 0      | 12    | 483:552       | − 69  | 11            | 51               |
| 09. | Bristol Bears (P)  | 22     | 9     | 1      | 12    | 503:580       | − 77  | 13            | 51               |
| 10. | Worcester Warriors | 22     | 9     | 0      | 13    | 491:557       | − 66  | 10            | 46               |
| 11. | Leicester Tigers   | 22     | 7     | 0      | 16    | 478:632       | − 154 | 13            | 41               |
| 12. | Newcastle Falcons  | 22     | 6     | 0      | 16    | 395:541       | − 146 | 7             | 31               |

Die Punkte werden wie folgt verteilt:
- 4 Punkte bei einem Sieg
- 2 Punkte bei einem Unentschieden
- 0 Punkte bei einer Niederlage (vor möglichen Bonuspunkten)
- 1 Bonuspunkt für vier oder mehr Versuche, unabhängig vom Endstand
- 1 Bonuspunkt bei einer Niederlage mit sieben oder weniger Punkten Unterschied

### Playoff
Halbfinale
| 25. Mai 2019 13:30 WESZ | Saracens | 44 : 19        | Gloucester Rugby                                                                            | Allianz Park, London Schiedsrichter: Luke Pearce |
| 25. Mai 2019 13:30 WESZ | Versuche: Maitland 4. n. erh. Spencer 28. erh. Williams 36. n. erh. Tompkins 41. erh., 49. erh., 55. erh. Erhöhungen: Farrell 29., 42., 50., 56. Straftritte: Farrell 16., 35. | (23:7) Bericht | Versuche: Morgan 2. erh. Dreyer 58. erh. Ludlow 67. n. erh. Erhöhungen: Twelvetrees 3., 59. | Allianz Park, London Schiedsrichter: Luke Pearce |

| 25. Mai 2019 16:30 WESZ | Exeter Chiefs | 42 : 12         | Northampton Saints                           | Sandy Park, Exeter Schiedsrichter: Matthew Carley |
| 25. Mai 2019 16:30 WESZ | Versuche: Williams 15. erh. J. Simmonds 20. erh. Dave Dennis 44. erh. O’Flaherty 47. erh. S. Simmonds 69. erh. Hill 80. erh. Erhöhungen: J. Simmonds 16., 22., 46., 48., 69., 80. | (14:12) Bericht | Versuche: Strafversuch 27. Tuala 29. n. erh. | Sandy Park, Exeter Schiedsrichter: Matthew Carley |

Finale
| 1. Juni 2019 15:00 WESZ | Exeter Chiefs | 34 : 37         | Saracens | Twickenham Stadium, London Schiedsrichter: Wayne Barnes |
| 1. Juni 2019 15:00 WESZ | Versuche: White 1. erh. Ewers 20. erh. J. Hill 30. n. erh. Slade 57. n. erh. S. Hill 80. erh. Erhöhungen: Simmonds 1., 21., 80. Straftritte: Simmonds 40. | (22:16) Bericht | Versuche: George 3. n. erh., 76. erh. Spencer 13. n. erh. Williams 59. erh. Maitland 67. erh. Erhöhungen: Farrell 61., 68., 77. Straftritte: Farrell 9., 35. | Twickenham Stadium, London Schiedsrichter: Wayne Barnes |

| 15                 | Jack Nowell       | 69.         |
| 14                 | Alex Cuthbert     | 61.         |
| 13                 | Henry Slade       |             |
| 12                 | Ollie Devoto      |             |
| 11                 | Tom O’Flaherty    |             |
| 10                 | Joe Simmonds      |             |
| 09                 | Nic White         | 65.         |
| 08                 | Matt Kvesic       |             |
| 07                 | Don Armand        | 25. 35.     |
| 06                 | Dave Ewers        |             |
| 05                 | Jonny Hill        | 49.         |
| 04                 | Dave Dennis       | 68.         |
| 03                 | Harry Williams    | 46.         |
| 02                 | Jack Yeandle      | 46.         |
| 01                 | Ben Moon          | 46.         |
| Auswechselspieler: |                   |             |
| 16                 | Luke Cowan-Dickie | 46.         |
| 17                 | Alec Hepburn      | 46.         |
| 18                 | Tomas Francis     | 46.         |
| 19                 | Sam Skinner       | 25. 35. 49. |
| 20                 | Sam Simmonds      | 68.         |
| 21                 | Jack Maunder      | 65.         |
| 22                 | Gareth Steenson   | 69.         |
| 23                 | Sam Hill          | 61.         |
| Trainer:           |                   |             |
| Rob Baxter         |                   |             |

| 15                 | Alex Goode           |             |
| 14                 | Liam Williams        | 77.         |
| 13                 | Alex Lozowski        |             |
| 12                 | Brad Barritt         | 41.         |
| 11                 | Sean Maitland        |             |
| 10                 | Owen Farrell         |             |
| 09                 | Ben Spencer          | 41.         |
| 08                 | Billy Vunipola       |             |
| 07                 | Jackson Wray         | 55.         |
| 06                 | Maro Itoje           |             |
| 05                 | George Kruis         |             |
| 04                 | Will Skelton         | 48. 58. 69. |
| 03                 | Vincent Koch         | 71.         |
| 02                 | Jamie George         |             |
| 01                 | Richard Barrington   | 65.         |
| Auswechselspieler: |                      |             |
| 16                 | Tom Woolstencroft    | 69.         |
| 17                 | Ralph Adams-Hale     | 65.         |
| 18                 | Christian Judge      | 71.         |
| 19                 | Nick Isiekwe         | 55.         |
| 20                 | Michael Rhodes       | 48.         |
| 21                 | Richard Wigglesworth | 41.         |
| 22                 | Nick Tompkins        | 41.         |
| 23                 | David Strettle       | 77.         |
| Trainer:           |                      |             |
| Mark McCall        |                      |             |

### Statistik

#### Meiste erzielte Versuche
|    | Name           | Verein             | Versuche |
| -- | -------------- | ------------------ | -------- |
| 1. | Cobus Reinach  | Northampton Saints | 12       |
| 1. | Denny Solomona | Sale Sharks        | 12       |
| 3. | Joe Marchant   | Harlequins         | 11       |
| 3. | Jonny May      | Leicester Tigers   | 11       |
| 3. | Nick Tompkins  | Saracens           | 11       |

#### Meiste erzielte Punkte
|    | Name         | Verein             | Punkte |
| -- | ------------ | ------------------ | ------ |
| 1. | George Ford  | Leicester Tigers   | 221    |
| 2. | Duncan Weir  | Worcester Warriors | 204    |
| 3. | Marcus Smith | Harlequins         | 170    |

## RFU Championship
Die Saison der zweiten Liga, der RFU Championship, umfasste 22 Spieltage (je eine Vor- und Rückrunde). Meister wurde London Irish, die damit in die Premiership aufstiegen. Richmond FC stieg als Tabellenletzter ab.

P = Promotion (Aufsteiger) aus der National Division One

R = Relegation (Absteiger) aus der Premiership

|     | Team                 | Spiele | Siege | Unent. | Ndlg. | Spiel- punkte | Diff. | Bonus- punkte | Tabellen- punkte |
| --- | -------------------- | ------ | ----- | ------ | ----- | ------------- | ----- | ------------- | ---------------- |
| 01. | London Irish (R)     | 22     | 20    | 0      | 2     | 835:340       | + 495 | 19            | 99               |
| 02. | Ealing Trailfinders  | 22     | 17    | 0      | 5     | 733:503       | + 230 | 18            | 86               |
| 03. | Bedford Blues        | 22     | 13    | 0      | 9     | 632:603       | + 29  | 17            | 69               |
| 04. | Jersey Reds          | 22     | 12    | 0      | 10    | 554:442       | + 112 | 15            | 63               |
| 05. | Cornish Pirates      | 22     | 10    | 0      | 12    | 556:507       | + 49  | 19            | 59               |
| 06. | Yorkshire Carnegie   | 22     | 11    | 0      | 11    | 475:549       | − 74  | 11            | 55               |
| 07. | Nottingham RFC       | 22     | 9     | 1      | 12    | 508:597       | − 89  | 10            | 48               |
| 08. | Coventry RFC (P)     | 22     | 9     | 1      | 12    | 497:637       | − 140 | 13            | 51               |
| 09. | London Scottish      | 22     | 8     | 0      | 14    | 468:616       | − 148 | 11            | 43               |
| 10. | Doncaster Knights    | 22     | 8     | 0      | 14    | 546:617       | − 71  | 10            | 42               |
| 11. | Hartpury College RFC | 22     | 7     | 0      | 16    | 415:634       | − 219 | 8             | 36               |
| 12. | Richmond FC          | 22     | 6     | 0      | 16    | 430:604       | − 174 | 9             | 33               |

Die Punkte werden wie folgt verteilt:
- 4 Punkte bei einem Sieg
- 2 Punkte bei einem Unentschieden
- 0 Punkte bei einer Niederlage (vor möglichen Bonuspunkten)
- 1 Bonuspunkt für vier oder mehr Versuche, unabhängig vom Endstand
- 1 Bonuspunkt bei einer Niederlage mit weniger als sieben Punkten Unterschied